# Walterella
Walterella är ett släkte av fjärilar. Walterella ingår i familjen nattflyn.
Kladogram enligt Catalogue of Life:
| Walterella | \| \| Walterella eudesmia \| \| \| \| \| \| Walterella ocellata \| \| \| \| |
|            | \| \| Walterella eudesmia \| \| \| \| \| \| Walterella ocellata \| \| \| \| |
|            | Walterella eudesmia                                                         |
|            |                                                                             |
|            | Walterella ocellata                                                         |
|            |                                                                             |